# Richard Owen Cambridge
Richard Owen Cambridge est un poète et écrivain anglais, né à Londres le 14 février 1717 et mort à Twickenham le 17 septembre 1802.

## Biographie
Il écrivit la Scribleriade, poème satirique, 1744, et l’Hist. de la guerre de l'Inde de 1755 à 1761 entre les Anglais et les Français. Ses Œuvres ont été publiées à Londres en 1803, 2 vol. in-4, avec sa Vie.

## Source
Cet article comprend des extraits du Dictionnaire Bouillet. Il est possible de supprimer cette indication, si le texte reflète le savoir actuel sur ce thème, si les sources sont citées, s'il satisfait aux exigences linguistiques actuelles et s'il ne contient pas de propos qui vont à l'encontre des règles de neutralité de Wikipédia.